# Sven Fredholm
Sven Adolf Fredholm, född den 16 augusti 1885 i Stockholm, död den 14 januari 1956 i Nättraby församling, Blekinge län, var en svensk sjömilitär. Han var far till Christer Fredholm.
Fredholm avlade studentexamen i Stockholm 1904. Han blev marinunderintent 1907, marinintendent av andra graden 1912 och av första graden 1918, förste marinintendent 1931, och var direktör i marinens familjepensionskassa 1932–1937 samt chef för stationskontoret i Karlskrona 1936–1937. Fredholm befordrades till kommendörkapten av första graden vid marinintendenturkåren 1937 och till kommendör 1942, i kårens reserv 1945. Han var assistent vid marinförvaltningens intendenturavdelning 1937–1941 och chef för intendenturförvaltningen i Sydkustens marindistrikt 1941–1945. Fredholm invaldes som ledamot av Örlogsmannasällskapet 1943. Han blev riddare av Vasaorden 1928 och av Nordstjärneorden 1942. Fredholm vilar på Nättraby kyrkogård.